# Contea di Columbia (Wisconsin)
La contea di Columbia (in inglese, Columbia County) è una contea dello Stato del Wisconsin, negli Stati Uniti. La popolazione al censimento del 2000 era di 52 468 abitanti. Il capoluogo di contea è Portage.